# Gulf Islands
Die Gulf Islands sind eine Inselgruppe in der Straße von Georgia, einem Meeresarm des Pazifiks zwischen Vancouver Island und der Küste von British Columbia. Ein Großteil der Inseln gehört zum Gulf-Islands-Nationalpark. Der Name der Inselgruppe stammt von der Bezeichnung „Gulf of Georgia“, als man die Meeresstraße noch für eine Bucht hielt.
Hinsichtlich der Zuordnung, welche Inseln zur Inselgruppe gehören, gibt es keine klare Regelung oder Abgrenzung. BC Geographical Names definierte ursprünglich nur die Inseln am südlichen Ende von Vancouver Island als Gulf Islands. Auf Grund des Sprachgebrauches werden jedoch seit etwa 1990 auch die Inseln weiter nördlich in der Straße von Georgia als Bestandteil der Gruppe gesehen.
Da die Inseln heute üblicherweise in die nördlichen und südlichen Gulf Islands eingeteilt werden, gibt es eine Trennung etwa entlang der Linie Nanaimo auf Vancouver Island zur Mündung des Fraser River auf dem Festland.
Alle wichtigen (größeren) Inseln werden von Fähren der Gesellschaft BC Ferries erschlossen.

## Südliche Gulf Islands
Die südlichen Gulf Islands umfassen mehrere hundert Inseln und bilden einen Teil eines Archipels, zu dem auch die San Juan Islands in den USA gehören. Die größten Inseln sind Gabriola Island, Galiano Island, Mayne Island, North und South Pender Islands, Penelakut Island (ehemals Kuper Island), Saltspring Island, Saturna Island, Thetis Island und Valdes Island.
Die Inseln der südlichen Gulf Island gehören entweder zum Capital Regional District, zum Cowichan Valley Regional District oder zum Regional District of Nanaimo.

## Nördliche Gulf Islands
Die größeren nördlichen Gulf Islands sind Denman Island, Hornby Island, Lasqueti Island, Savary Island und Texada Island; zu den weiteren Inseln gehören die Ballenas Islands.
Die Inseln der nördlichen Gulf Island gehören entweder zum Comox Valley Regional District oder zum qathet Regional District.
Vereinzelt werden auch Cortes Island und Quadra Island als Teil der Gulf Islands gesehen. Diese befinden sich jedoch nicht mehr in der Straße von Georgia, sondern schon in der Discovery Passage und sind Teil der Discovery Islands.

## Parks
Auf den Inseln der Gulf Island liegen verschiedene staatliche Nationalparks oder Provincial Parks, darunter Gulf-Islands-Nationalpark, Saysutshun (Newcastle Island Marine) Provincial Park, Tribune Bay Provincial Park, Wakes Cove Provincial Park und Wallace Island Marine Provincial Park.